# PSO J318.5-22
PSO J318.5-22 là một hành tinh lang thang, vật thể ngoài Hệ Mặt Trời có khối lượng như hành tinh nhưng không thuộc một sao chủ nào. Nó cách Trái Đất khoảng 80 năm ánh sáng, và thuộc nhóm di chuyển Beta Pictoris. Vật thể được phát hiện năm 2013 trong các hình ảnh của kính thiên văn Pan-STARRS 1 (PS1). Tuổi của PSO J318.5-22 được suy ra là 12 triệu năm, cùng niên đại với nhiều hành tinh khác trong nhóm Beta Pictoris.
Người đứng đầu nhóm phát hiện, Michael Liu của Viện Thiên văn học tại Đại học Hawaii, nói:
| “ | Chúng ta chưa bao giờ nhìn thấy một vật thể trôi nổi trong không gian như thế này. Nó có tất cả các đặc tính của những hành tinh trẻ tìm thấy ở quanh các ngôi sao khác, nhưng nó đang trôi một mình. Tôi thường tự hỏi những vật thể đơn độc như thế này có tồn tại không, và bây giờ chúng ta đã biết chúng có tồn tại. | ” |

Những giả thuyết cho rằng nó bị lực hấp dẫn đá ra khỏi hệ hành tinh của mình do sự lớn lên của các hành tinh, hoặc nó cũng có thể được hình thành bởi một số cách khác. Niall Deacon, từ Viện Thiên văn học Max Planck ở Đức, đồng phát hiện của hành tinh này, cho biết PSO J318.5-22 sẽ giúp các nhà khoa học hiểu rõ hơn về các hành tinh khác mà không phải là hành tinh cô đơn. Nhiệt độ ước tính trong các đám mây của nó vượt quá 1.100 K (800 °C). Những đám mây này làm bằng bụi nóng và sắt nóng chảy, cho thấy đám mây phổ biến rộng thế nào trong các hành tinh và vật thể giống hành tinh.